# Carl Gustaf Emil Mannerheim
Nam tước Carl Gustaf Emil Mannerheim (phát âm tiếng Thụy Điển: [ˈkɑːrl ˈɡɵsˌtɑf ˈeːmil ˈmanːərˌheim]) (4 tháng 6 năm 1867 – 27 tháng 1 năm 1951) là lãnh đạo quân sự của lực lượng Bạch vệ trong Nội chiến Phần Lan, Tổng tư lệnh của lực lượng Quốc phòng Phần Lan trong Chiến tranh thế giới thứ hai, Thống chế Phần Lan và là một chính khách Phần Lan. Ông từng giữ chức Nhiếp chính Phần Lan (1918–1919) và Tổng thống Phần Lan (1944–1946).
Mannerheim được xem là anh hùng dân tộc của Phần Lan, cũng như là người Phần Lan vĩ đại nhất mọi thời đại. Ông sinh ra ở Đại Công quốc Phần Lan tự trị (khi ấy thuộc Đế quốc Nga), trong một gia đình quý tộc nói tiếng Thụy Điển đã định cư ở Phần Lan từ cuối thế kỷ 18. Tổ tiên bên nội của ông là Marhein (người Đức) đã di cư đến Thụy Điển vào thế kỷ 17. Dòng dõi bên ngoại của ông khởi thủy từ Södermanland, Thụy Điển.
Ông đã gia nhập Quân đội Đế quốc Nga, thể hiện khả năng trong cuộc Chiến tranh Nga-Nhật và Chiến tranh thế giới thứ nhất, và được thăng đến hàm Trung tướng. Ông đóng vai trò quan trọng trong các nghi lễ đăng quang của Nga hoàng Nikolai II và đã vài lần hội kiến riêng biệt với Nga hoàng. Sau khi Cách mạng Tháng Mười Nga thắng lợi, Phần Lan tuyên bố độc lập nhưng sớm phải chìm trong cuộc nội chiến giữa các giai cấp. Tầng lớp lao động theo chủ nghĩa xã hội (gọi là "Cận vệ Đỏ"); trong khi các tầng lớp quý tộc, địa chủ và trung lưu theo chủ nghĩa tư bản (gọi là "Bạch vệ"). Mannerheim được bổ nhiệm làm chỉ huy quân sự của Bạch vệ. Dưới sự lãnh đạo của ông, Bạch vệ được sự hỗ trợ của Đế quốc Đức đã chiến thắng và nền độc lập của Phần Lan được bảo tồn. 20 năm sau, khi Phần Lan lâm chiến với Liên Xô trong các năm 1939-1944, ông được phong làm Tổng tư lệnh Quân đội Phần Lan. Sau hai lần đẩy Liên Xô vào bế tắc, đại chiến lược của Mannerheim đã thắng lợi: Phần Lan vẫn không bị nội thuộc Liên Xô vào năm 1945. Thành công đó đã khiến cho vị Thống chế Phần Lan được đánh giá cao như một nhà quân sự thiên tài. Và, nước Phần Lan ngày nay được xem là di sản của ông.